# 斯拉文·里马茨
斯拉文·里马茨（1974年12月19日—），克罗地亚前男子篮球运动员。他曾代表克罗地亚国家队参加1996年夏季奥林匹克运动会篮球比赛，获得第7名。